# Бельский, Йоахим
Йоахим (Иоаким) Бе́льский (пол. Joachim Bielski, лат. Joachim Volscius Bilscius; около 1540, село Бяла под Паенчно, Серадзская земля (ныне Паенченский повят, Лодзинского воеводства, Польши) — 8 января 1599, Краков) — польский поэт и историограф, дипломат, королевский секретарь. Писал на польском и латинском языках.

## Биография

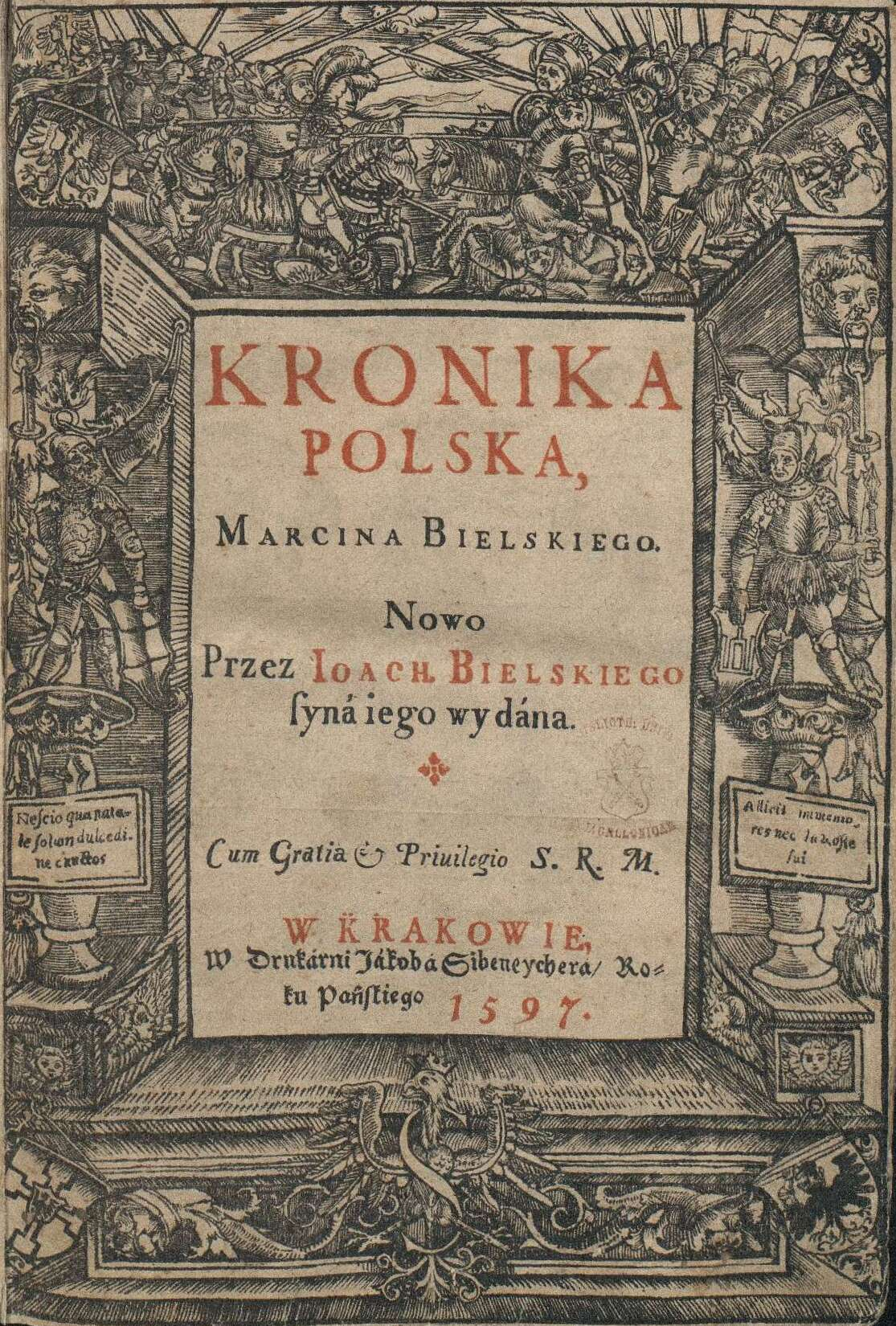
Титульный лист «Хроники польской» М. Бельского, изданной Йоахимом Б. (1597)

Сын известного польского писателя и поэта, историка Мартина Бельского. Шляхтич герба Правдзиц.
Воспитывался в протестантской академической гимназии в немецком тогда г. Бжеге, с 1572 года поселился в Кракове. Обучался в Краковской академии.
Познакомился с государственным и церковным деятелем, дипломатом, подкацлером, а позже канцлером великим коронным королевской Польши, епископом пшемысльским Петром Дунин-Вольским, ставшим его покровителем. Занялся литературным творчеством.
В 1577 году назначен дипломатическим послом короля Стефана Батория. Сопровождал Николая Фирлея в поездке к бранденбургскому маркграфу.
В 1579 году — участник похода Стефана Батория на Русское царство в ходе русско-польской войны. Исполнял обязанности писаря военной канцелярии.
Около 1580 году осел в селе Бяла под Паенчно, Серадзской земли, занялся хозяйством. Во время бескоролевья в Польше (1586—1587) его имение было сожжено.
В 1588—1590 стал секретарём короля Сигизмунда III Вазы. В начале 1591 был избран депутатом (послом) сейма от Краковской земли в Варшаве, а с 1595 — депутатом Коронного трибунала.
В 1595 году перешёл в католичество.
Йоахим Бельский умер в городе Кракове в 1599 году.

## Творчество
Продолжая дело своего отца, в 1597 году издал в Кракове популярную в XVII—XVIII веках историческую книгу «Хроника польская» (польск. Kronika polska), и довёл её до 1553 года.
В 1588 году издал в Кракове сборник од на латинском «Carminum liber». Кроме того, он автор «Dalszego ciągu kroniki polskiej» о событиях 1587—1598 годов.

### Избранные произведения
- Encomiasticon id est laudes Illustrissimi Principis… Georgii Pii (1572);
- Istulae convivium in nuptiis Stephani I regis (1576);
- In obitum… D. J. Balassi, liberi baronis de Giamrat (1577);
- Proteus de clade Gedanensium insigni in Prussia circa pagum Rokitki (1577);
- Satyra in quendam Dantiscanum (1577);
- Carmen gratulatorium in ingressum Plocensem… Petro Dunino Volscio (1578);
- Carminum liber I (1588);
- Pieśń nowa o szczęśliwej potrzebie pod Byczyną (1588);
- Monodia na pogrzeb św. pamięci Stefana I (1588) оцифрованный текст (недоступная ссылка);
- Naeniae in funere divi Stephani I (1588);
- Pamiątka p. Jakubowi Strusowi, staroście chmielnickiemu… nie bez żalu napisana(1589);
- Epithalamion Serennissimo Sigismundo III (1592);
- Genethliacon Najasniejszego Władysława, krolewica polskiego i szwedzkiego (1592);
- Kronika polska Marcina Bielskiego nowo przez Joachima Bielskiego, syna jego, wydana (1597).